# Собачий пруд (Измайлово)
Собачий пруд — один из водоёмов, расположенный в западной части территории Измайловского лесопарка. Расположен рядом с Главной Аллеей и просекой ЛЭП, пересекающей весь Измайловский парк с запада на северо-восток.
Водоём представляет собой небольшой вытянутый пруд. В месте впадения Собачьего ручья в водоём образовались заросли водных растений. На восточном берегу расположена небольшая плотина и коллектор, выводящий Собачий пруд из водоёма[уточнить].

## Описание водоёма
Собачий пруд находится в течении маловодного одноименного ручья, который берёт начало от Главной аллеи и протекает по западной части Измайловского парка, впадая у Декоративного пруда (который также стоит в течении Собачьего ручья) в Красный ручей.
Происхождение названия предположительно относится к XX веку: запущенный пруд не использовался посетителями для купания, но был популярным местом у собачников. На реконструированном плане объектов, расположенных в Измайловском Зверинце в XVII веке Собачий пруд отмечен как Прудок.